# Polygonarea nodulifera
Polygonarea nodulifera är en mångfotingart som beskrevs av Karl Wilhelm Verhoeff 1937. Polygonarea nodulifera ingår i släktet Polygonarea och familjen storjordkrypare. Inga underarter finns listade i Catalogue of Life.